# Musculus iliocostalis thoracis
De musculus iliocostalis thoracis vormt het middelste deel van de musculus iliocostalis, een van de diepe spieren van de rug. Het is een voortzetting van de musculus erector spinae. De spier heeft als oorsprong de musculus iliocostalis lumborum en hecht zich aan de angulus costae van de ribben 1-6.

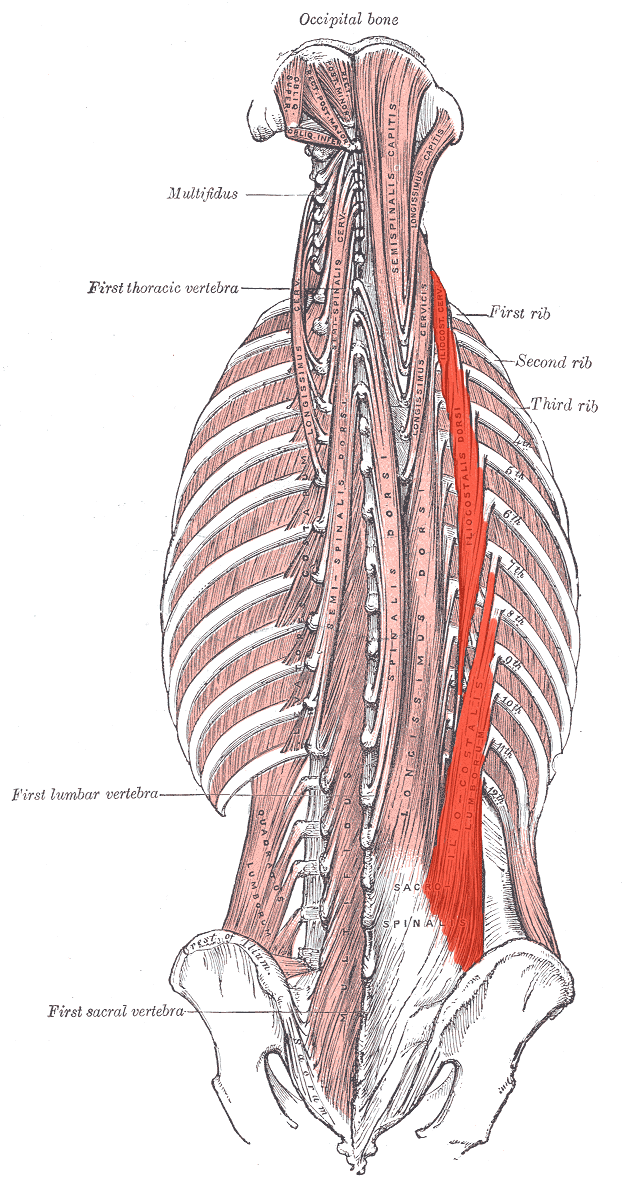
van boven naar beneden
iliocostalis cervicis
iliocostalis thoracis of dorsi
iliocostalis lumborum